# Папич, Крсто
Крсто Па́пич (хорв. Krsto Papić, серб. Крсто Папић; 7 декабря 1933, Никшич, Югославия, ныне Черногория — 7 февраля 2013, Загреб, Хорватия) — хорватский кинорежиссёр, сценарист, кинопродюсер и актёр.

## Биография
Окончил философский факультет Загребского университета. В кино — с 1956 года. В 1964 году дебютировал новеллой «Ждать» (киноальманах «Ключ»). Снимал документальные фильмы об актуальных проблемах Югославии. Принадлежал к Югославской чёрной волне, был связан с Хорватской весной.

## Избранная фильмография

### Режиссёр
- 1964 — Ключ / Kljuc
- 1967 — Иллюзия / Iluzija
- 1967 — Хэлло, Мюнхен / Halo, München (д/ф)
- 1968 — Когда тебя моё «пёрышко» пощекочет / Kad te moja cakija ubode (д/ф)
- 1969 — Узел /  (д/ф)
- 1969 — Наручники / Lisice
- 1971 — Маленький деревенский концерт / Mala seoska priredba (д/ф)
- 1972 — Специальные поезда /  (д/ф)
- 1973 — Представление «Гамлета» в Мрдуше Доньей / Predstava «Hamleta» u Mrdusi Donjoj
- 1975 — Одно маленькое путешествие / Jedno malo putovanje (д/ф)
- 1976 — Избавитель / Izbavitelj
- 1979 — Тайна Николы Теслы / Tajna Nikole Tesle
- 1987 — Жизнь с дядей / Zivot sa stricem
- 1991 — Хорватская повесть / Prica iz Hrvatske
- 1998 — Когда мёртвые запевают / Kad mrtvi zapjevaju
- 2003 — Инфекция / Infekcija
- 2012 —  / Cvjetni trg

### Сценарист
- 1964 — Ключ / Kljuc
- 1967 — Иллюзия / Iluzija
- 1967 — Хэлло, Мюнхен / Halo, München (д/ф)
- 1968 — Когда тебя моё «пёрышко» пощекочет / Kad te moja cakija ubode (д/ф)
- 1969 — Наручники / Lisice
- 1971 — Маленький деревенский концерт / Mala seoska priredba (д/ф)
- 1973 — Представление «Гамлета» в Мрдуше Доньей / Predstava «Hamleta» u Mrdusi Donjoj
- 1975 — Одно маленькое путешествие / Jedno malo putovanje (д/ф)
- 1976 — Избавитель / Izbavitelj (по мотивам рассказа «Крысолов» Александра Грина)
- 1979 — Тайна Николы Теслы / Tajna Nikole Tesle
- 1987 — Жизнь с дядей / Zivot sa stricem
- 1991 — Хорватская повесть / Prica iz Hrvatske
- 1998 — Когда мёртвые запевают / Kad mrtvi zapjevaju
- 2003 — Инфекция / Infekcija

### Продюсер
- 2003 — Инфекция / Infekcija

### Актёр
- 1983 — Третий ключ / Treci kljuc — Frajno

## Награды
- 1970 — Премия Владимира Назора
- 1974 — номинация на «Золотого медведя» 24-го Берлинского международного кинофестиваля («Представление „Гамлета“ в Мрдуше Доньей»)
- 1988 — Премия Владимира Назора
- 1995 — Орден Хорватской звезды с ликом Марка Марулича
- 2006 — Премия Владимира Назора